# 沙普里島
沙普里島（孟加拉語： Sahapari Dwip）是孟加拉國的一座島嶼，位於孟加拉與緬甸的界河納夫河的河口，行政區劃屬於吉大港專區科克斯巴扎爾縣代格納夫烏帕齊拉，為其半島的延伸。1823年，英國以緬甸佔據沙普里島為戰爭藉口對其開戰，發動第一次英緬戰爭，並佔領了該島。
沙普里島是從緬甸乘船而來的羅興亞難民進入孟加拉的上岸地點之一。